# 練功券
練功券，全稱銀行練功專用券，也叫出納點鈔專用紙、點鈔券，供中國的銀行人員練習點鈔技能時代替實體鈔票使用。

## 概述
中華人民共和國成立時，已存在金融機關工作人員使用廢鈔練習點鈔的情況。1989年起開始印製專用券。其紙質、紙幅與真鈔基本相同，多在上海、石家莊、西安、成都、保定等印鈔廠印製，有些甚至具備水印等防偽措施，亦經常隨新版紙幣發行而出新。一般分為三類：各大金融機構所印的，有其明顯標識，通稱「通用券」；各金融機構的省（市）一级分支分支所印，有分支機構標識的「地方券」；印刷簡單，僅標明「點錢專用紙」、「練功專用」等字樣的「行業券」。 
因其印刷精美、品種多樣（除人民幣外亦有外幣版本）、存量有限又價格適中，成為一些愛好者的收藏品。但一些地方（如香港）的法律不容許私下收藏此類仿真貨幣，或會因此惹官非。

## 非法用途
部分不法分子会使用練功券行騙，趁店主不察时冒充真币，或趁店主不备时掉包。